# Fabien Carpentier
Fabien Carpentier est un athlète français, né le 2 septembre 1980 à Nancy , adepte de la course d'ultrafond et de trail. Dans la discipline des 24 heures de course à pied sur route, il devient champion de France en 2021 en parcourant 247,663 km à Albi,. Il poursuit l'année suivante, en 2022 au championnat d'Europe à Vérone de 24 heures de course à pied sur route, il se place en 18ème position, premier français en ayant la meilleure performance française de l'année.
En 2023, Fabien Carpentier participe aux championnats du monde de 24 heures à Taipei. L'athlète français réalise une performance notable en terminant à la 15ème place, avec une distance de 256,901 kilomètres.

## Records personnels
Statistiques de Fabien Carpentier d'après la Deutsche Ultramarathon-Vereinigung (DUV) :
- Ultra-trail Infernal des Vosges : Record de l'épreuve du 175 km en 30 h 58 min 35 s en 2018[5]
- Ultramarin à Vannes : Record de l'épreuve en 2022 en 15 h 43 min 27 s[6]
- 24 heures route : 257,093 km aux Championnats d'Europe de 24 heures à Vérone en 2022[7] (18e place européenne)